# نیزک
نیزَک نوعی جاندار طناب‌دار دریایی شبیه به ماهی است که ۳۲ گونه مختلف دارد.
سرطناب‌داران یکی از زیرشاخه‌های طناب‌داران هستند و نیزک‌ها نماینده زنده و امروزی این زیرشاخه هستند.
راسته‌ای که نیزک‌ها در آن قرار می‌گیرند دوسرتیزریختان (Amphioxiformes) و رده آن‌ها کوچک‌دلان (Leptocardii) نام دارد.